# Romana Deckenbacher
Romana Deckenbacher (* 14. Jänner 1967 in Linz) ist eine Hauptschullehrerin, österreichische Gewerkschaftsfunktionärin und Politikerin der Österreichischen Volkspartei (ÖVP). Seit dem 9. Jänner 2020 ist sie Abgeordnete zum Nationalrat.

## Leben

### Ausbildung und Beruf
Romana Deckenbacher besuchte nach der Volks- und Hauptschule das Bundesoberstufenrealgymnasium Linz, wo sie 1985 maturierte. Anschließend absolvierte sie bis 1988 die Pädagogische Akademie des Bundes in Linz und legte die Lehramtsprüfung für Hauptschulen für Deutsch, Geschichte und Erwachsenenbildung ab. 1998 begann sie ein Diplomstudium der Pädagogik und Sonder- und Heilpädagogik an der Universität Wien, das sie 2001/02 mit einer Diplomarbeit zum Thema Werterziehung an Katholischen Privathauptschulen als Mag. phil. abschloss. Außerdem absolvierte sie eine Ausbildung zur diplomierten Legasthenietrainerin.
Von 1988 bis 2016 war sie als Hauptschullehrerin im Wiener Schuldienst (Mittelschule der Dominikanerinnen) angestellt, ab dann dienstfreigestellt. Von 2011 bis 2016 war sie Mitglied des Zentralausschusses der Wiener Landeslehrerinnen und Landeslehrer, 2016 wurde sie Stellvertreterin des Vorsitzenden der Gewerkschaft öffentlicher Dienst (GÖD) sowie Bereichsleiterin für Soziales in der GÖD und Mitglied des Bundesvorstandes des Österreichischen Gewerkschaftsbundes (ÖGB). Außerdem ist sie Mitglied des Bundesfrauenvorstandes und Bundesfrauenausschusses in der GÖD und im ÖGB. Seit 2018 gehört sie dem Aufsichtsrat der Österreichischen Beamtenversicherung (ÖBV) an. 2018/19 war sie Mitglied des Überleitungsausschusses der Versicherungsanstalt öffentlich Bediensteter, 2020 wurde sie Mitglied des Verwaltungsrates der Versicherungsanstalt Öffentlich Bediensteter, Eisenbahnen und Bergbau.

### Politik
Deckenbacher war von 2014 bis 2018 Bezirksobfrau des Österreichischen Arbeitnehmerinnen- und Arbeitnehmerbundes (ÖAAB) im 20. Wiener Gemeindebezirk Brigittenau, 2018 wurde sie stellvertretende Obfrau. In Brigittenau ist sie seit 2016 als Bezirksrätin Mitglied der Bezirksvertretung, Klubobfrau und Bezirksparteiobfrau der ÖVP Wien und seit 2019 Vorsitzende der ÖVP-Frauen. Seit 2016 gehört sie dem Landesparteivorstandes der ÖVP Wien und dem Landesvorstand der ÖVP Frauen Wien an.
Bei der Nationalratswahl 2019 kandidierte sie für die ÖVP auf dem sechsten Listenplatz im Landeswahlkreis Wien. Am 10. Jänner 2020 wurde sie in der XXVII. Gesetzgebungsperiode als Abgeordnete zum österreichischen Nationalrat angelobt, wo sie Mitglied im Gesundheitsausschuss, im Gleichbehandlungsausschuss und im Landesverteidigungsausschuss wurde. Sie rückte für Gernot Blümel nach, der Finanzminister in der Bundesregierung Kurz II wurde.
Im September 2021 wurde sie als Bezirksparteiobfrau der ÖVP Brigittenau wiedergewählt. Im Juni 2023 folgte sie Norbert Schnedl als Bundesvorsitzende der Fraktion Christlicher Gewerkschafter (FCG) nach. Für die Nationalratswahl 2024 wurde sie Spitzenkandidatin der Wiener Volkspartei und auf Platz 16 der ÖVP-Bundesliste gereiht. In der XXVIII. Gesetzgebungsperiode wurde sie im ÖVP-Parlamentsklub Bereichssprecherin für den öffentlichen Dienst. Auf der Bundeskonferenz der ARGE Frauen im ÖAAB wurde sie im Mai 2025 als Nachfolgerin von Gertraud Salzmann zur Bundesvorsitzenden gewählt.

### Privates
Romana Deckenbacher ist mit Peter Deckenbacher verheiratet.